# Gorg Estret

El Gorg Estret, respecte del terme de Castellcir

El Gorg Estret és un gorg del terme municipal de Castellcir, a la comarca del Moianès.
Està situat a l'extrem de llevant de l'enclavament de la Vall de Marfà, a la llera de la Riera de Castellnou poc abans que s'ajunti amb el torrent de la Fàbrega. És al nord-oest de les Vinyes, a ponent de la Saleta i al nord del Molí de Brotons i del Salt de la Tosca.